# Sant Ermengol de Tiurana
Sant Ermengol de Tiurana és una capella del municipi de Tiurana (Noguera) inclosa en l'Inventari del Patrimoni Arquitectònic de Catalunya.
L'església s'assenta sobre un penyal de roques, al cap de la carena del serrat de les Moles, al marge esquerre del Segre i al sud-oest de l'actual nucli de Tiurana. Domina el sector de més amplada de l'embassament de Rialb, just on se situava l'antiga Tiurana, ara desapareguda sota les aigües.

## Història
Malauradament no tenim notícies històriques sobre aquesta església. En l'actualitat és simplement una ermita de la parròquia de Sant Pere de Tiurana, on se celebra un aplec en la diada del sant.

## Arquitectura
És un edifici d'una sola nau coberta amb volta de canó de perfil semicircular reforçada per un arc toral que arrenca de dues pilastres rectangulars coronades per impostes esculpides. La nau és capçada a llevant per un absis semicircular, precedit d'un arc toral, que fa d'arc triomfal i que és resolt de la mateixa manera que l'arc toral que reforça la volta. Al mur de migdia s'obre la porta d'accés, resolta en arc de mig punt. També hi ha dues finestres de doble esqueixada. A l'oest hi ha una finestra geminada amb una columna central de capitell mensuliforme, semblant a la que hi ha a la propera església de Sant Silvestre de Serralta (Oliola). Tot i que l'edifici presenta una geometria regular, la cantonada sud-oest té un reforç interior que suporta una mena d'arc toral o volta excèntrica de la qual es desconeix el sentit. No sembla estar basada en cap procés constructiu com la de Sant Urbà de Montclús (Les Avellanes i Santa Linya), església que té l'angle de la nau esbiaixat. Les façanes són totalment llises i mancades d'ornamentació i l'aparell és format per carreus petits de pedra sorrenca, ben escairats sense polir, disposats en filades molt uniformes i regulars, amb un acabat molt més rústec a l'interior, especialment a la volta.
L'estructura de l'edifici en molts aspectes es relaciona amb altres edificis propers com Sant Silvestre de Serralta o Sant Martí de la Figuera de l'Aguda, tots ells datables dins el segle xii però fidels a les tradicions constructives del segle xi.

## Galeria

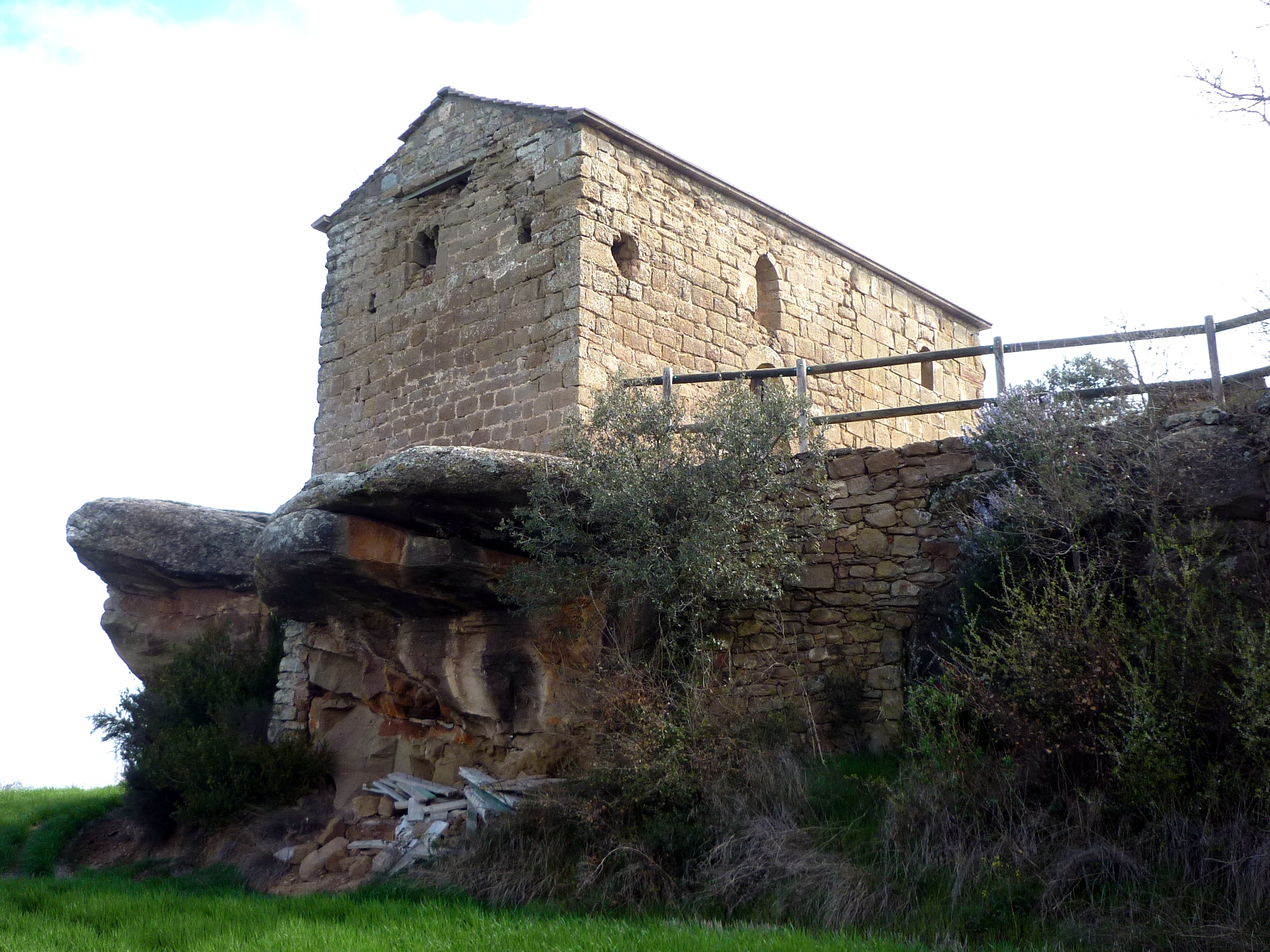
...s'assenta sobre un penyal
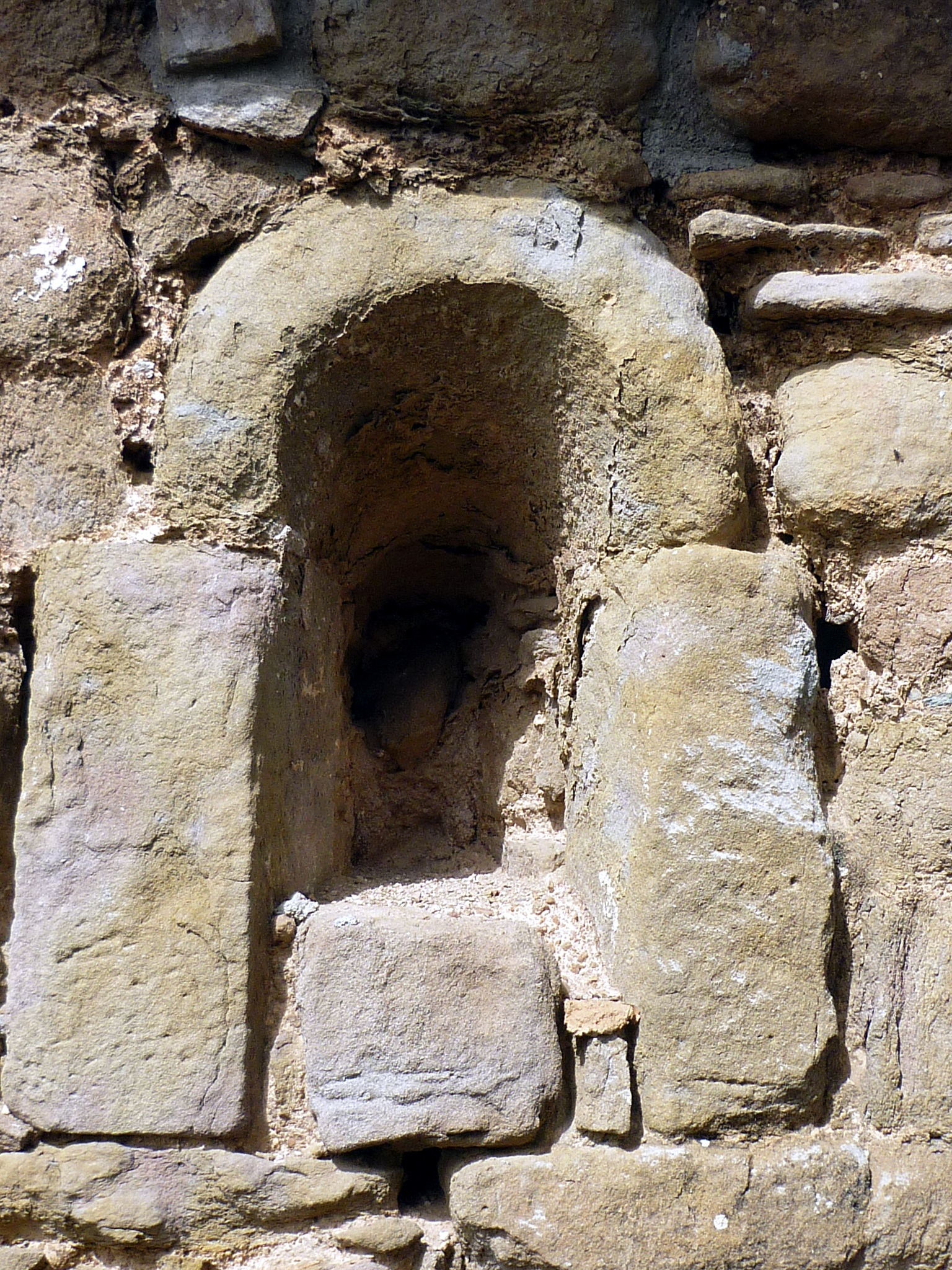
Finestra
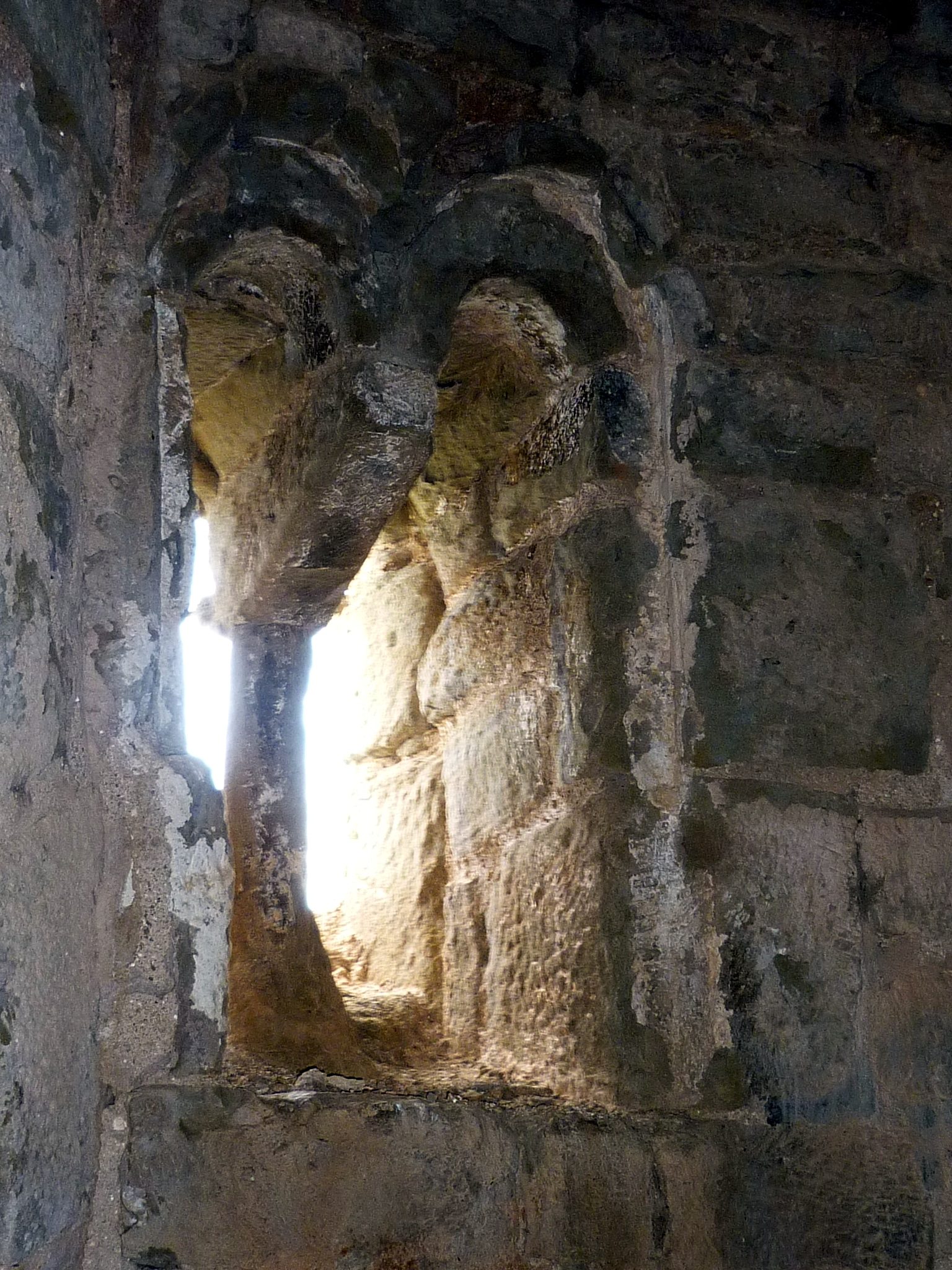
Finestra geminada a la façana de ponent
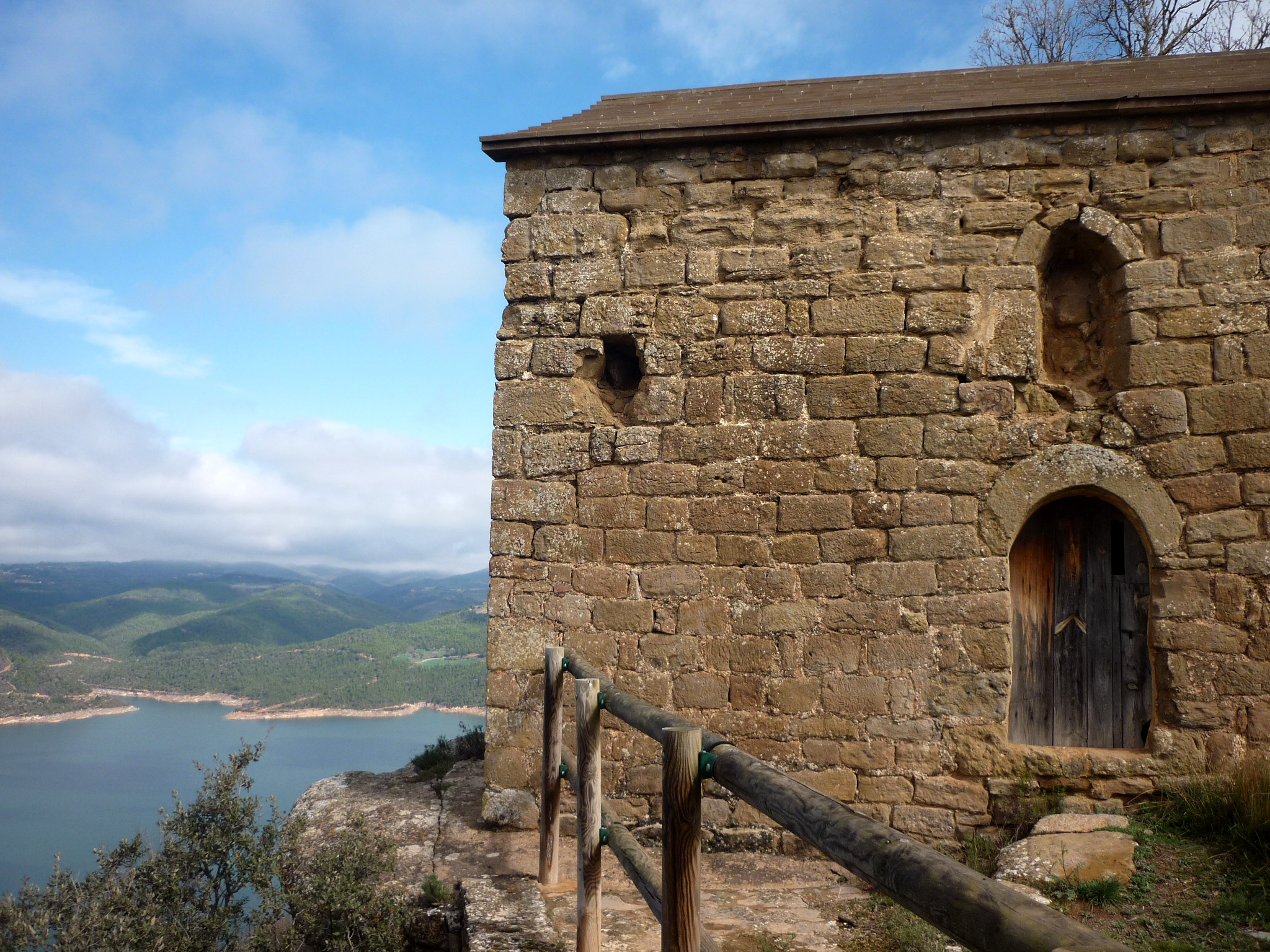
Porta d'entrada
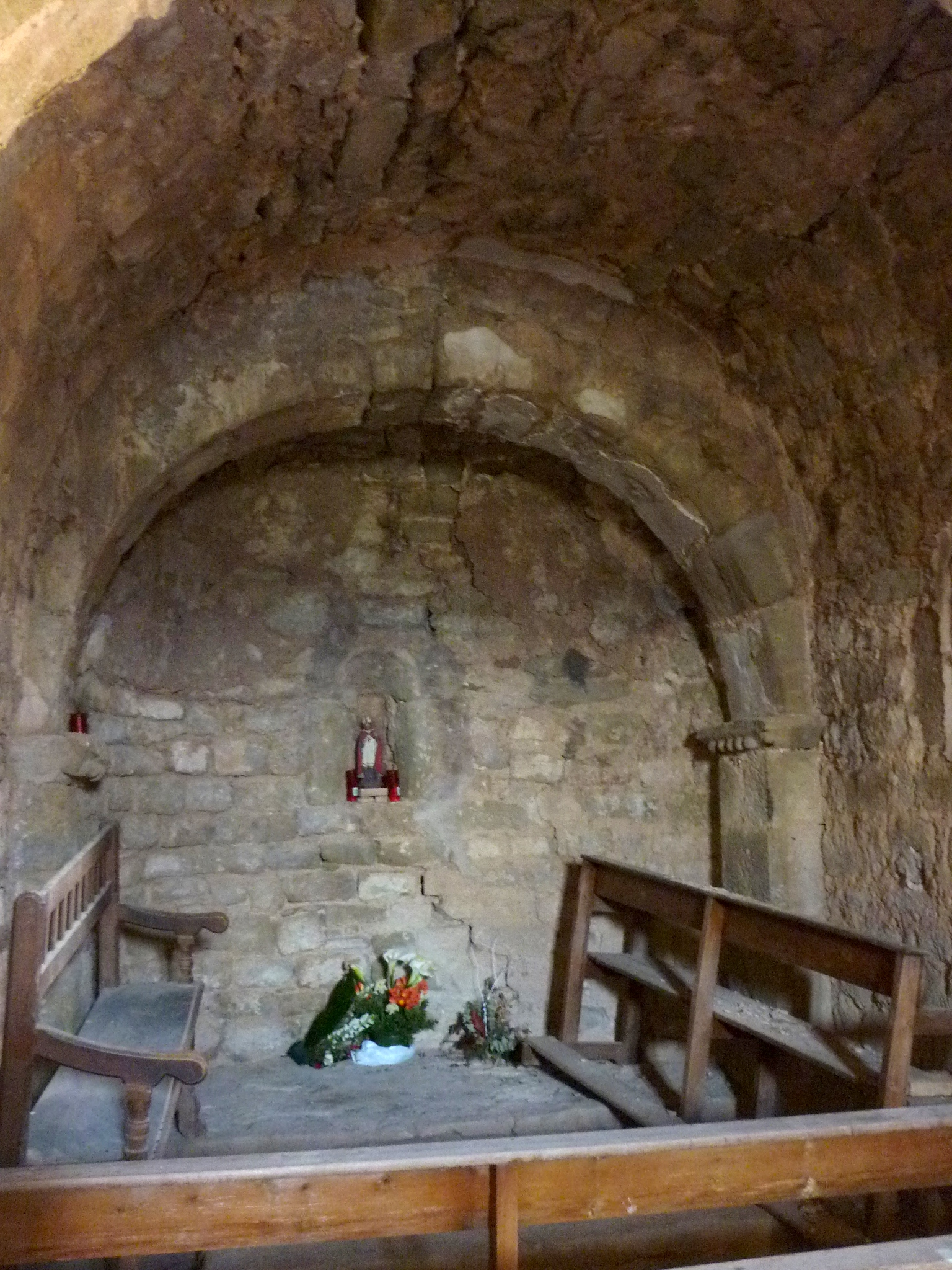
Interior